# 金炯光
金 炯光（キム・ヒョングァン、朝鮮語: 김형광、1935年5月12日 - ）は、大韓民国の政治家。第10・12代大韓民国国会議員。
本貫は金寧金氏。号は松山（ソンサン、朝鮮語: 송산）。キリスト教徒。

## 経歴
1935年5月12日、日本統治時代の朝鮮で京畿道東豆川に生まれた。高麗大学校法科大学を卒業後、同校経営大学院を修了した。その後渡米し、ミズーリ州立大学大学院で国際政治学を修了した。その後韓国生産性本部総務理事、韓国政治学会会員、国際政治学会会員や新民党などで要職を務め、1978年12月12日に行われた第10代総選挙に議政府・楊州・坡州・東豆川地区から新民党より立候補して当選し、国会議員となった。その後も1985年2月12日に行われた第12代総選挙に議政府・東豆川地区から新韓民主党より立候補して当選し、議員の職を務めた。

## 著書
- 人間開発マーケティング（原文: 인간개발 마케팅）